# Gerardo Diego
Gerardo Diego Cendoya (n. 3 octombrie 1896 - d. 8 iulie 1987) a fost un poet spaniol.
Reprezentant al Generației de la '27, lirica sa s-a constituit ca o variantă moderată a suprarealismului și anume creaționismul, curent literar pe care l-a fondat împreună cu Vicente Huidobro.
În 1925 i s-a decernat Premiul Național pentru Literatură, iar în 1947 devine membru al Academii Regale Spaniole

## Opera
- 1920: Romanțele miresei ("El romancero de la novia");
- 1922: Imagine ("Imagen");
- 1923: Soria;
- 1924: Manual de spume ("Manual de espumas");
- 1925: Versuri umane ("Versos humanos");
- 1927: Antologie poetică în cinstea lui Góngora ("Antología poética en honor de Góngora");
- 1931: Calea crucii ("Via crucis");
- 1932: Povestea lui Ezuis și Zeda ("Fabula de Ezuis y Zeda");
- 1932: Poeme anume ("Poemas adrede");
- 1932: Poezie spaniolă ("Poesía española");
- 1941: Ciocârlie de adevăr ("Alondra de verdad").